# Tallit

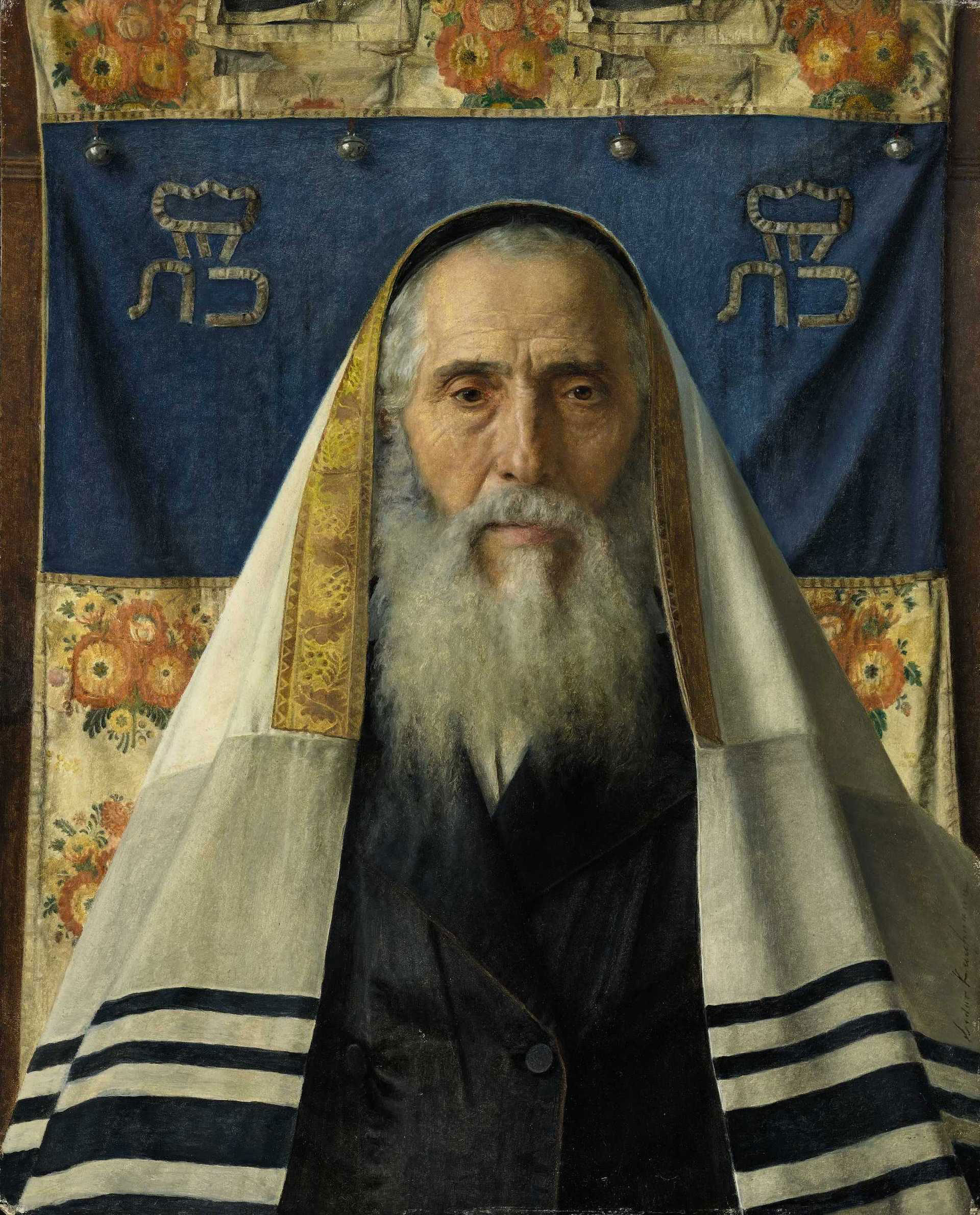
Rabbi, av Isidor Kaufmann.

Tallit (hebr. טלית), även tallét (sefardiska) och tallis (jiddisch), är en bönesjal med tzitzit (skådefransar) i de fyra hörnen som bärs av judiska män under bön i synagogan — dock inte under kvällsgudstjänster med undantag av jom kippur. 
Det existerar förutom den större bönesjalsvarianten, tallit gadol, en mindre som är tänkt att bäras som en tröja vilken kallas tallit katan. Syftet är att tzitzit skall hänga utanför kläderna så att bäraren uppmärksammar dem och kommer ihåg budorden i Torahn.
Det finns två varianter av tallis, tallit gadol och tallit katan. Tallit gadol är en stor bönesjal som bärs under morgonbön och vid vissa andra tillfällen. Tallit katan är ett mindre fyrhörnigt klädesplagg som ofta bärs innanför tröjan så att tzitzit går att beskåda. Tallit katan bärs i huvudsak av ortodoxa män under dagen. Kvinnor är enligt ortodox rabbinsk tradition inte förpliktade att bära tzitzis då de i huvudsak ska bäras på dagen.
Enligt sefardisk tradition är det vanligt att pojkar börja bära tallit i samband med bar mitzvah. Ashkenasisk sed är att männen bär tallit efter att de ingått äktenskap. Kvinnor är befriade från att utföra ”skall”-bud med tidsbegränsningar. Vissa riktningar inom judendomen bär endast män tallit.
Fransarna, tzitzit, som är knutna i de fyra hörnen av sjalen ska med sina trådar och knutar påminner om de 613 mitzvot, (365 du skall icke och 248 du skall). Ursprungligen, på den tiden man svepte sig i tygstycken för att skyla kroppen, gällde budet att alla fyrkantiga klädesplagg skulle vara försedda med tzitzit. Således finns det inget definitivt bud om att bära just en tallit. 
Traditionen att ha en blå tråd i fransen, techelet, dog ut i exilen då man inte hade tillgång till det skaldjur, chilazon, som krävdes för att få den blå färgen. Den blå färgen anses symbolisera Israel (jämför Israels flagga).[källa behövs] Bruket har i vår tid återkommit då forskare och rabbiner tror sig ha återfunnit det djur som användes vid framställningen av Techelet. Andra anser att chilazon inte kommer att finnas förrän Messias kommer och är därmed emot bruket av techelet. Emellertid stipulerar inte Torán exakt vilken form av "blå" som ska användas varför somliga gör bedömningen att alla nyanser av blått är godtagbart som hörntzitzit.

## Galleri

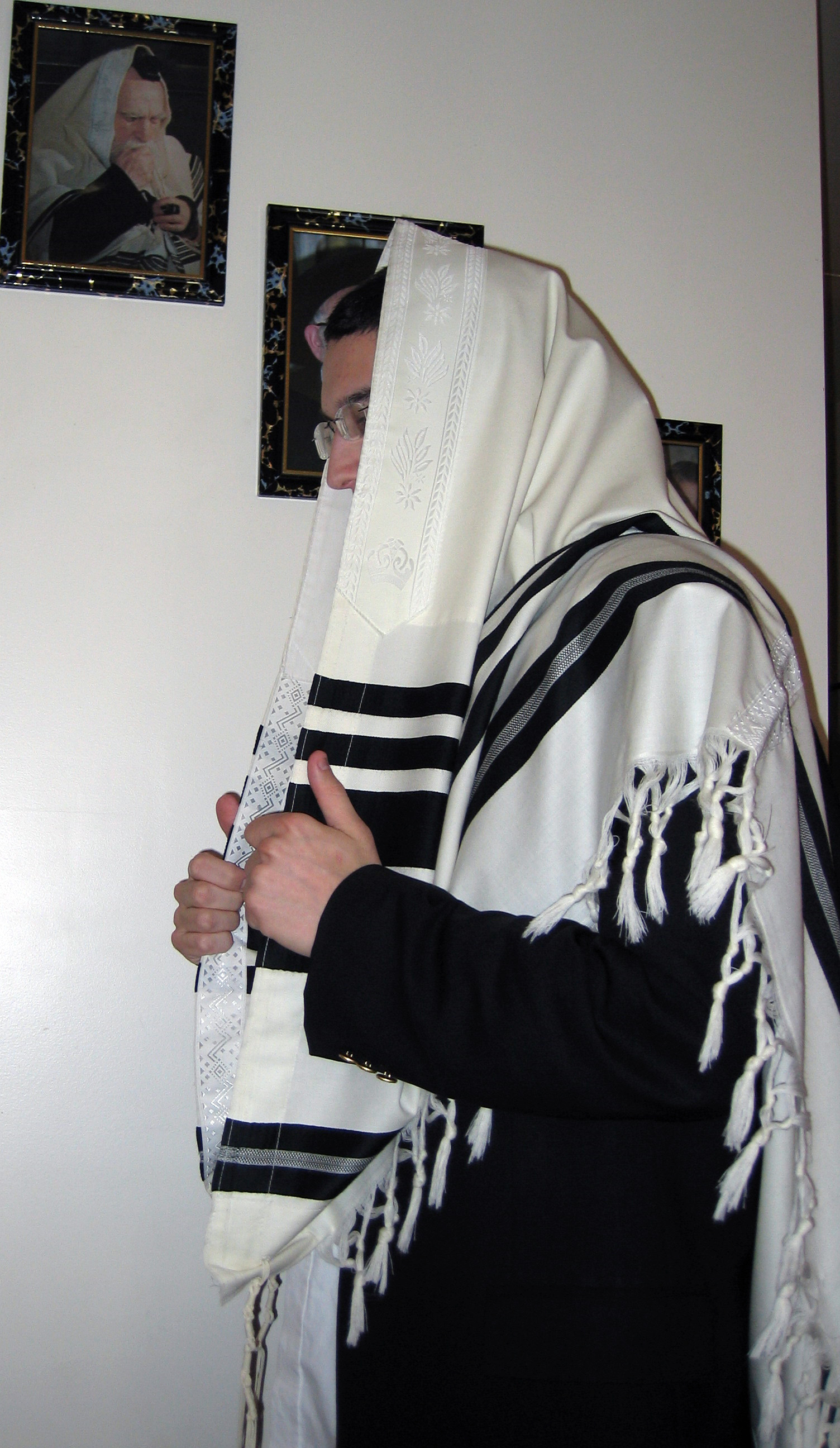
Man i tallit
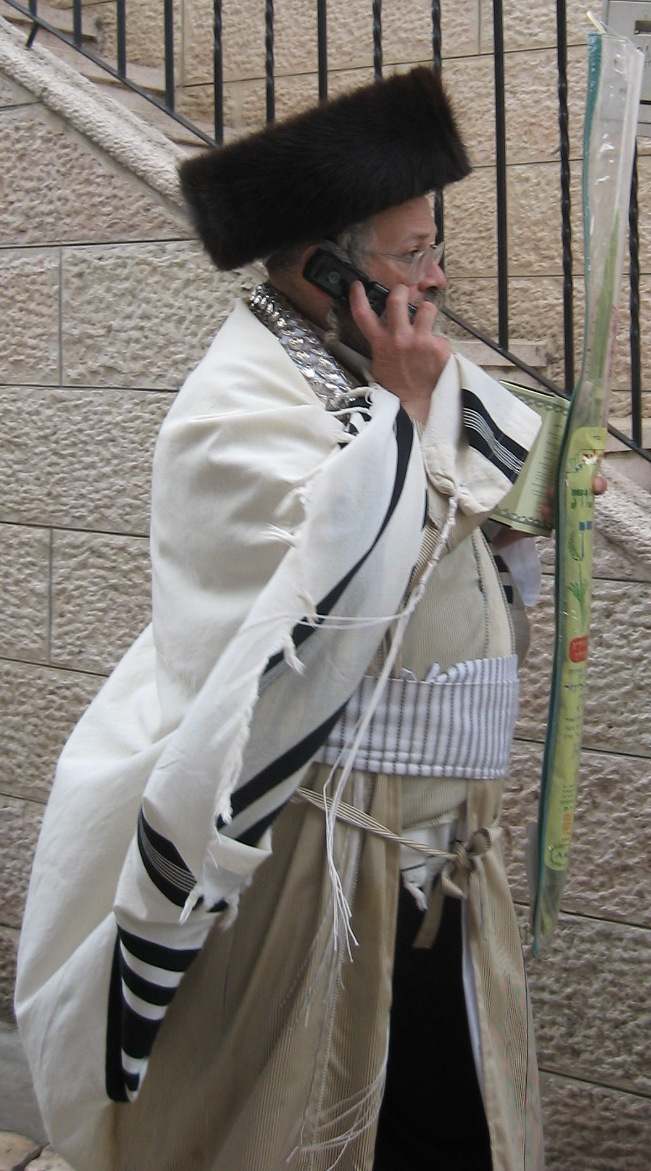
Ortodox klädesdräkt
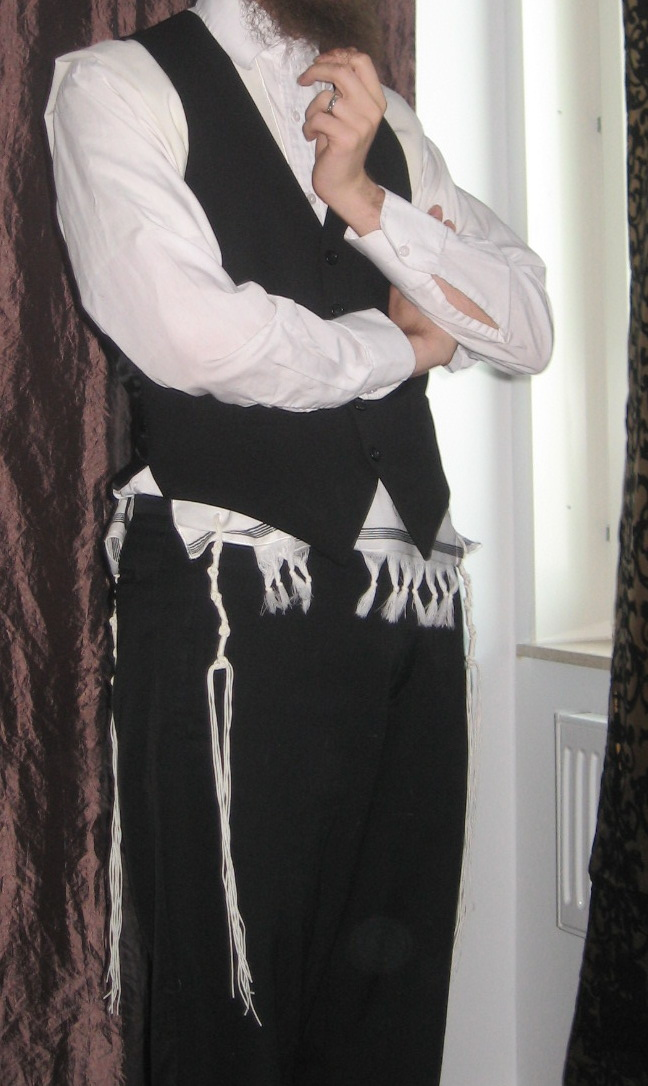
Tallit under kläderna, tzitzit hänger avsiktligen utanför

### Webbkällor
- https://web.archive.org/web/20070704125101/http://www.mosaiske.dk/kortom.asp?pageid=boen 2007 10 13
- http://www.chabad.org/library/article_cdo/aid/537949/jewish/What-is-the-Tzitzit-and-Tallit.htm 2007 10 13